# バスケットボールニュージーランド代表
バスケットボールニュージーランド代表（New Zealand national basketball team）は、男子バスケットボールのニュージーランドナショナルチームである。ラグビー代表の愛称である「オールブラックス」と同じようにニュージーランド国民に親しまれるように「トールブラックス(Tall Blacks)」と付けられた。バーガーキングがスポンサーになっているため、バーガーキング・トールブラックスと呼ばれる。

## 歴史
2000年に行われたシドニーオリンピックに出場したが、プレイオフでアンゴラを相手に1勝を挙げるのがやっとであり、1勝5敗、11位におわった。
2001年、トールブラックスはオーストラリアと翌2002年にインディアナポリス市で行われるFIBA世界選手権への出場権をかけて、先に2勝したほうが出場権を得るという条件で国際試合を行った。チームはこれを勝ち抜き、出場権を獲得した。大会でプエルトリコを破って準決勝に進出したが、ユーゴスラビアとドイツに敗北し、4位となった。トールブラックスのキャプテンを務めた、ペロ・キャメロンは大会に参加した唯一の非NBA出身者であった。
トールブラックスは2004年に行われたアテネオリンピックにも参加したが、再び1勝5敗で終わり、オーストラリアにプレイオフで敗れ、9位となった。大会7日目にセルビア・モンテネグロ代表を90対87で破ったのが大会唯一の勝利であった。
2006年世界選手権にも出場したが、グループゲームラウンドではスペイン、ドイツ、アンゴラに3連敗を喫し、負けると敗退の崖っぷちで日本戦を迎えた。この試合でも第2Q終了時18点差を付けられていた。しかし、後半で一気に攻勢に転じ、第4Q残り1分24秒にキャメロンがこのQ4本目となるスリーポイントを決め57対57の同点に追いつき、残り31秒でカーク・ペニーが勝ち越しスリーポイントを叩き込み、60対57の大逆転勝利を上げた。そして最終戦のパナマにも勝利しファイナルラウンドに進む奇跡を演じた。しかし1回戦でアルゼンチンに敗れ16位に終わる。
ニュージーランド出身のNBA選手でもっとも有名な選手は、NBA5年目でサンアントニオ・スパーズに所属しているフォワードのショーン・マークスである。
2019年FIBAバスケットボール・ワールドカップでは、1次ラウンド敗退となり順位決定戦に回ったが、日本戦では111対81の完勝、続くトルコ戦も1点差での勝利で19位という成績を残した。
2022年FIBAアジアカップはグループリーグを2勝1敗で突破し、決勝ラウンド1回戦でシリアを97-58、クォーターファイナルでは韓国を88-77のスコアで破り準決勝進出。セミファイナルでは長年のライバルであるオーストラリアに85-76で敗れたが、3位決定戦ではヨルダン相手に83-75のスコアで勝利。大会のベスト5にトイ・スミス・ミルナーが選出された。
2023年FIBAバスケットボールワールドカップアジア予選では1次ラウンドを4戦全勝、2次ラウンドに入っても2連勝し、早々とワールドカップ本大会出場を決めている。ワールドカップ本大会では、ヨルダン相手に勝利するもアメリカとギリシャに敗れ順位決定戦に回る事となった。順位決定戦ではメキシコ相手に敗れたが、エジプト相手には勝利した。
2025年FIBAアジアカップでは、グループステージを全勝で終え決勝トーナメント進出を決めた。準々決勝ではレバノン代表との対戦となったが、前半終了時点で15点のビハインドを喫するも後半で一気に逆転し90-86のスコアで勝利した。準決勝では中国と対戦し、98-84のスコアで敗れ3位決定戦に回ることとなった。3位決定戦はイランとの対戦となったが、73-79のスコアで敗れた。

## 主な国際大会成績
- オリンピック
  - 2000年 － 11位
  - 2004年 － 9位
- ワールドカップ
  - 1986年 － 21位
  - 2002年 － 4位
  - 2006年 － 16位
  - 2010年 － 12位
  - 2014年 － 15位
  - 2019年 － 19位
  - 2023年 － 22位
- アジアカップ
  - 2017年 － 4位
  - 2022年 － 3位
  - 2025年 － 4位

## 現在の代表選手
2025年FIBAアジアカップのロスター
- カーリン・デイヴィソン
- モハビ・キング
- ドンテ・ルッソ＝ナンス
- テイラー・ブリット
- テイン・マレー
- ベン・ゴールド
- フリン・キャメロン
- マックス・ダーリング
- ジョーダン・ハント
- トイ・スミス＝ミルナー
- ジョーダン・ナタイ
- ジャック・アンドリュー

## 歴代代表選手
- ショーン・マークス
- カーク・ペニー
- ロバート・ロー
- イーサン・ラスバッチ
- アレックス・プレジャー
- アイザック・フォトゥ
- コーリー・ウェブスター
- タイ・ウェブスター
- シェイ・イリ
- ペロ・キャメロン
- トーマス・アバクロンビー
- ジャロッド・ケニー
- トム・ボダノビッチ
- ディオン・プリュースター
- ハイラム・ハリス
- テイラー・ブリット
- ベン・ゴールド
- トイ・スミス・ミルナー
- フィン・ディレイニー

## 歴代ヘッドコーチ
- ポール・ヘナレ(2015-2019)
- ペロ・キャメロン(2019-2024)

## チームの特徴
試合前に選手達によるハカを披露することがある。